# NGC 1292
NGC 1292 ist eine Spiralgalaxie vom Hubble-Typ Sc im Sternbild Chemischer Ofen am Südsternhimmel. Sie ist schätzungsweise 57 Millionen Lichtjahre von der Milchstraße entfernt.

Das Objekt wurde im November 1885 von dem Astronomen Edward Barnard entdeckt.